# Claudia Schmidtke

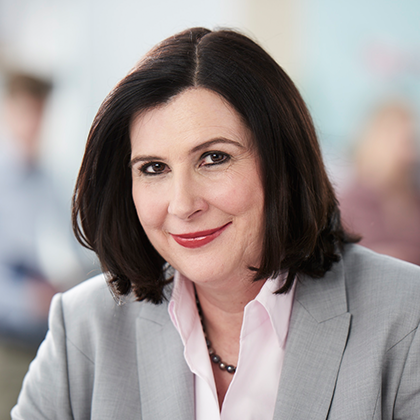
Claudia Schmidtke (2017)

Claudia Schmidtke (* 29. März 1966 in Neumünster) ist Fachärztin für Herzchirurgie und Politikerin (CDU). Sie war von 2017 bis 2021 Mitglied des Deutschen Bundestages und von 2019 bis 2021 Beauftragte der Bundesregierung für die Belange der Patientinnen und Patienten.

## Leben, Ausbildung und Beruf
Schmidtke legte das Abitur am Gymnasium in Neumünster ab und studierte Humanmedizin an der Universität Hamburg. Nach der Approbation ging sie nach Frankreich und arbeitete als Ärztin in der Intensivmedizin und Allgemeinchirurgie in Lothringen. Danach war sie an verschiedenen Kliniken in Deutschland tätig, unter anderem in der Kardiologie in Kiel. Die Ausbildung als Fachärztin für Herzchirurgie erhielt sie an der Universität zu Lübeck. Schmidtkes akademische Laufbahn mündete nach der Promotion zum Doktor der Medizin und der Habilitation in einer Professur. Ihre Habilitationsschrift (2004) behandelte die Ross-Operation als alternatives Ersatzverfahren für die erkrankte Aortenklappe.
Schmidtke arbeitete als Oberärztin in der Klinik für Herz- und thorakale Gefäßchirurgie am Campus Lübeck des Universitätsklinikums Schleswig-Holstein. Daneben absolvierte sie ein berufsbegleitendes Studium der Gesundheitsökonomie (Health Care Management), das sie mit dem MBA abschloss. Seit 2014 ist sie als leitende Oberärztin in der Herz- und Gefäßchirurgie des Herzzentrums Bad Segeberg tätig und dort Stellvertreterin des Chefarztes. Sie ist Mitglied des Promotionsausschusses der Universität Lübeck. Sie ist Gendermedizinerin nach einer Ausbildung bei der Deutschen Gesellschaft für Geschlechtsspezifische Medizin.
Claudia Schmidtke lebt in Lübeck.

## Politische Laufbahn
Schmidtke trat 2015 in die CDU ein. Ausschlaggebend war nach ihrer Aussage die damals drohende Schließung der Universität Lübeck durch die schwarz-gelbe Landesregierung und 2015 das Management der Flüchtlingskrise und die Planung einer großen Erstaufnahmeeinrichtung in Lübeck. Seit mehreren Jahren engagiert sie sich ehrenamtlich im Bundesfachausschuss der CDU Deutschlands Soziale Sicherung und in den Landesfachausschüssen Gesundheit und Hochschulpolitik der CDU Schleswig-Holstein.
Ihre Aufstellung als Direktkandidatin der CDU im Wahlkreis 11 für die Hansestadt Lübeck und für die angrenzenden Ämter Berkenthin und Sandesneben galt als Überraschung. Gefördert durch den nord-lauenburgischen Teil des Wahlkreises und Klaus Schlie setzte sie sich gegen den langjährigen Bürgerschaftsabgeordneten Burkhart Eymer durch, den Sohn von Anke Eymer und Ekkehart Eymer. Bei der Bundestagswahl 2017 wurde sie als Direktkandidatin der CDU  in den Deutschen Bundestag gewählt. Sie gewann das Direktmandat mit 35,3 % der Erststimmen gegen die SPD-Politikerin Gabriele Hiller-Ohm (33,8 %). Zuletzt hatte Helmut Wendelborn 1965 den Lübecker Bundestagswahlkreis für die CDU direkt gewonnen. Bei der Bundestagswahl 2021 konnte sie ihr Direktmandat nicht verteidigen.
Von Januar 2019 bis Dezember 2021 war sie Beauftragte der Bundesregierung für die Belange der Patientinnen und Patienten. Ihre Amtszeit endete am 8. Dezember 2021 mit der Ernennung der Bundesregierung Scholz.

## Abgeordnete
Schmidtke war im 19. Deutschen Bundestag ordentliches Mitglied im Ausschuss für Gesundheit und in der Enquete-Kommission „Künstliche Intelligenz“. Zudem gehörte sie als stellvertretendes Mitglied dem Unterausschuss Globale Gesundheit, dem Kuratorium der Bundeszentrale für politische Bildung sowie dem Ausschuss für Bildung, Forschung und Technikfolgenabschätzung an.

## Werke
- Dimensionen und Funktion des Aortenklappenapparates nach unterschiedlichen klappenerhaltenden Operationsverfahren: eine echokardiographische Studie. Lübeck, Med. Univ., Diss., 1998
- Die Ross-Operation als alternatives Ersatzverfahren für die erkrankte Aortenklappe. Lübeck, Univ., Habil.-Schr., 2004